# Taken by a Stranger
«Taken by a Stranger» (Увлечённая незнакомцем) — песня в исполнении немецкой певицы Лены Майер-Ландрут, с которой она во второй раз представила Германию на конкурсе песни «Евровидение». Авторами песни являются Гас Зейферт, Николь Морье и Моника Биркенес.
Песня была выбрана в качестве победителя после конкурса «Unser Song für Deutschland», национального отбора Германии на «Евровидение», что позволило Лене представить свою страну на международном конкурсе песни «Евровидение 2011», который прошёл в Дюссельдорфе, Германия.

## Список композиций
| №  | Название                               | Длительность |
| -- | -------------------------------------- | ------------ |
| 1. | «Taken by a Stranger» (Single Version) | 3:23         |
| 2. | «Taken by a Stranger» (Live)           | 3:24         |

| №  | Название                               | Длительность |
| -- | -------------------------------------- | ------------ |
| 1. | «Taken by a Stranger» (Single Version) | 3:23         |
| 2. | «Taken by a Stranger» (Album Version)  | 3:03         |

## Позиции в чартах
| Чарт (2011)                                 | Наивысшая позиция |
| ------------------------------------------- | ----------------- |
| Австрия (Ö3 Austria Top 40)                 | 18                |
| Бельгия/Фландрия (Ultratip Bubbling Under)  | 24                |
| Бельгия/Валлония (Ultratip Bubbling Under)  | 39                |
| songid field is MANDATORY FOR GERMAN CHARTS | 2                 |
| Ирландия (IRMA)                             | 50                |
| Нидерланды (Single Top 100)                 | 92                |
| Швейцария (Schweizer Hitparade)             | 29                |
| Великобритания (OCC UK Singles)             | 117               |

## Хронология релиза
| Страна         | Дата                 | Формат                      | Лейбл           |
| -------------- | -------------------- | --------------------------- | --------------- |
| Германия       | 22 февраля 2011 года | Digital download, CD single | Universal Music |
| Великобритания | 28 февраля 2011 года | Digital download            | Island Records  |
| Европа         | 15 мая 2011 года     | Digital download            | Island Records  |
| Австралия      | 15 мая 2011 года     | Digital download            | Island Records  |